# Thaumastocera boueti
Thaumastocera boueti är en tvåvingeart som beskrevs av Seguy 1946. Thaumastocera boueti ingår i släktet Thaumastocera och familjen bromsar.
Artens utbredningsområde är Uganda. Inga underarter finns listade i Catalogue of Life.